# Libethra minuscula
Libethra minuscula är en insektsart som beskrevs av Rehn, J.A.G. 1953. Libethra minuscula ingår i släktet Libethra och familjen Diapheromeridae. Inga underarter finns listade i Catalogue of Life.